# Diphtheroptila
Diphtheroptila is een geslacht van vlinders uit de familie mineermotten (Gracillariidae).
Het geslacht omvat volgende soorten:
- Diphtheroptila brideliae Vári, 1961
- Diphtheroptila ochridorsellum (Meyrick, 1880)
- Diphtheroptila oxyloga (Meyrick, 1928)